# Thomas Cruise (fotbollsspelare)
Thomas Daniel Cruise, född 9 mars 1991 i Islington i England, är en engelsk fotbollsspelare som spelar för Torquay United.